# Serkan Çiftçi
Serkan Çiftçi (* 3. August 1989 in Wien) ist ein österreichisch-türkischer Fußballspieler.

## Karriere
Nach verschiedenen Wiener Jugendmannschaften kam er 2007 in die Amateurmannschaft des SK Rapid Wien. Nachdem er dort nicht richtig Fuß fassen konnte, wechselte er 2009 in die Türkei zu Giresunspor. Hier spielte er jedoch eine noch kleinere Rolle, sodass er schon nach kurzer Zeit zu den Rapid-Amateuren zurückkehrte. Nun gelang ihm dort der Durchbruch und in der Saison 2010/11 wurde er mit 21 Treffern Zweiter der Torschützenliste der Regionalliga Ost. Durch diese Leistungen zog der Angreifer das Interesse verschiedener Bundesligisten auf sich und der SC Wiener Neustadt verpflichtete ihn zur darauffolgenden Saison. Hier debütierte er am 16. Juli 2011 (1. Spieltag) gegen den SV Mattersburg in der Bundesliga, als er im Auswärtsspiel in der 66. Minute für Daniel Wolf eingewechselt wurde. Im Sommer 2012 wechselte er zum Ligakonkurrenten SK Sturm Graz. In Graz konnte er sich allerdings nicht im Angriff durchsetzen und verließ zum Saisonende 2012/13 mit weiteren Stürmern wie Rubin Okotie oder Richard Sukuta-Pasu den Verein. Bis dahin hatte er es auf lediglich sieben Kurzeinsätze in der Bundesliga gebracht, wobei er einen Treffer erzielte, sowie einen weiteren für seine Teamkollegen vorbereitete. Weiters war der für einige Wochen aufgrund einer Meniskusverletzung ausgefallene Çiftçi auch in der Amateurmannschaft mit Spielbetrieb in der Drittklassigkeit aktiv, wobei er in elf Partien sieben Tore erzielte, sowie zwei Assists beisteuerte und somit offensiv sehr stark agierte. In weiterer Folge kam er zum Fahrstuhlklub Dardanelspor in die dritthöchste türkische Spielklasse, wo er jedoch nach 14 Ligaspielen und zwei -treffern im Februar 2014 frühzeitig entlassen wurde und fortan einige Monate lang vereinslos war. Im Sommer 2014 fand er mit dem rumänischen Erstligisten Oțelul Galați einen neuen Arbeitgeber. In der ersten sieben Runden kam der österreichisch-türkische Landsmann zu Kurzeinsätzen und war nach einer Rotsperre im letzten der sieben Spiele nicht mehr im offiziellen Kader, der als 17. im Endklassement den Weg in die Liga II antrat, wo das Team erneut nach nur einer einzigen Spielzeit direkt in die Liga III abstieg. Im Sommer 2015 kehrte er zum bereits dritten Mal zurück zur Amateurmannschaft des SK Rapid Wien, wobei er auch nur selten als Stammkraft agierte und zumeist gar nicht im offiziellen Kader stand. Bis dato (Stand: 8. Juni 2016) hat es Çiftçi auf acht Regionalligaspiele und einen -treffer gebracht.